# Малиенская волость
Малиенская волость (латыш. Malienas pagasts) — одна из шестнадцати территориальных единиц Алуксненского края Латвии. Находится в центральной части края. Граничит с Аннинской, Малупской, Яуналуксненской и Яунаннинской волостями своего края.
Крупнейшими населёнными пунктами волости являются сёла: Бренци (волостной центр), Кальки, Наглас, Себежниеки, Пурини, Пронькас.
Через Малиенскую волость, минуя село Бренци, проходит региональная автодорога P41 (Алуксне — Лиепна).
По территории волости протекают реки: Педедзе, Дамбите, Иеведне, Сварите.

## История
В 1945 году в Малупской волости Валкского уезда был создан Малиенский сельсовет, находившийся в 1946—1949 годах в составе Алуксненского уезда. 
После отмены в 1949 году волостного деления Малиенский сельсовет входил поочерёдно в состав Алуксненского (1959—1962, 1967—2009) и Гулбенского (1962—1967) районов.
В 1961 году к Малиенскому сельсовету была присоединена территория ликвидированного колхоза «Малиена» Алуксненского сельсовета.
В 1990 году Малиенский сельсовет был реорганизован в волость. В 2009 году, по окончании латвийской административно-территориальной реформы, Малиенская волость вошла в состав Алуксненского края.